# Stanisław Jerzy Lec
Stanisław Jerzy Lec AFI [staˈɲiswaf ˈjɛʐɨ lɛts] pseudònim literari Stach; 6 de març de 1909 - 7 de maig de 1966), nascut Baró Stanisław Jerzy de Tusch-Letz, fou un poeta, aforista i sàtir polonès. Sovint esmentat entre els grans escriptors de la postguerra de Polònia, va ser un dels aforistes més influents del segle xx, conegut per la seva poesia lírica i els aforismes filosòficomorals escèptics, sovint amb un subtext polític.

## Biografia
Fill del Baró Benon de Tusch-Letz i Adela Safrin, va néixer el 6 de març de 1909 a Lwów (llavors Lemberg, Imperi Austrohongarès, ara Lviv) en el si d'una família jueva ennoblida de Galítsia. La família es va traslladar a Viena a l'inici de la Primera Guerra Mundial, i Lec hi va rebre la seva educació primerenca. Després de la guerra, la família va tornar a Lviv (després Lwów a la Segona República Polonesa) per continuar la seva escolarització a l'Escola Evangèlica de Lemberg. El 1927 es va matricular a la Universitat Jan Kazimierz de Lwów en llengua polonesa i dret.
El seu debut literari es produeix el 1929.Gran part de la seva primera obra és poesia lírica que apareix a revistes d'esquerres i comunistes.Va col·laborar amb el comunista Dziennik Popularny ("Diari Popular") entre 1933 i 1936.El 1935 va cofundar la revista satírica Szpilki ("Agulles").Va fundar un "cabaret literari" a Lwow anomenat Teatr Krętaczy ("Teatre Murri"), en col·laboració amb Leon Pasternak. El teatre fou clausurat per les autoritats el 1936, després de diverses representacions. Tampoc no va millorar la seva imatge conforme a la llei després de participar en la Convenció de Treballadors de la Cultura, un congrés radical iniciat pel moviment comunista internacional Front Popular el mateix any.Posteriorment, aquell any va passar uns mesos a Romania, temorós que el seu activisme pogués portar a la seva detenció a Polònia. Va passar els propers dos anys a Varsòvia, on va estar involucrat en una sèrie d'altres publicacions d'esquerre.
Després de la invasió alemanya de Polònia l'1 de setembre de 1939, Lec va fugir de Varsòvia, i va tornar a la seva ciutat natal, Lwów.Lec va passar els anys 1939-1941 allà, mentre que la ciutat juntament amb la resta de fronteres orientals poloneses van ser ocupades per la Unió Soviètica després de la invasió soviètica de Polònia el 17 de setembre de 1939.Mentre era a la Unió Soviètica, Lec es va unir a la vida literària sota els auspicis de les autoritats de l'RSS d'Ucraïna. A partir d'aquest període, apareixen diverses de les seves obres en línia amb les expectatives de les autoritats soviètiques, incloent-hi el primer poema polonès sobre Stalin. També va publicar a Czerwony Sztandarze ("Bandera Roja") textos per a propaganda de dibuixos satírics de Franciszek Parecki. El 1940 es va unir a la Unió d'Escriptors Soviètics d'Ucraïna i es va convertir en membre del consell editorial de "L'almanac literari" a Lvov. A través d'aquesta i activitats similars, es va convertir en un dels escriptors polonesos prosoviètics més prolífics, i produí nombroses obres que elogiaven el règim soviètic.
El 19 de novembre de 1939, Lec va signar una resolució en la qual es demanava la incorporació de les terres orientals poloneses al territori de la Unió Soviètica. La col·laboració de Lec amb les autoritats soviètiques continua sent controvertida fins al dia d'avui, a través d'Adam Michnik, que va escriure, en el seu llibre de 2007, que Lec fou injustament identificat per l'opinió crítica com un "col·laborador soviètic" a partir de les seves "peces més febles, menys reeixides o més francament conformistes".
Després de l'atac de l'Alemanya nazi a la Unió Soviètica, va ser empresonat en un camp de treball alemany a Tarnopol (actualment Ternòpildel qual va fer diversos intents d'escapar. Va rebre una sentència de mort pel seu segon intent de fuga, però va aconseguir escapar amb èxit el 1943 després de matar el seu guàrdia amb una pala quan es preparava per excavar la seva pròpia tombaAixò es va convertir en el tema d'un dels seus poemes més famosos "El que havia cavat la seva pròpia tomba" (del cicle Do Abla i Kaina/ "A Abel i Caín"):

Ell que havia cavat la seva pròpia tomba

mira amb atenció

la feina de l'enterramorts,

però no pedantment:

per a aquest

cava una tomba

no per a ell mateix.

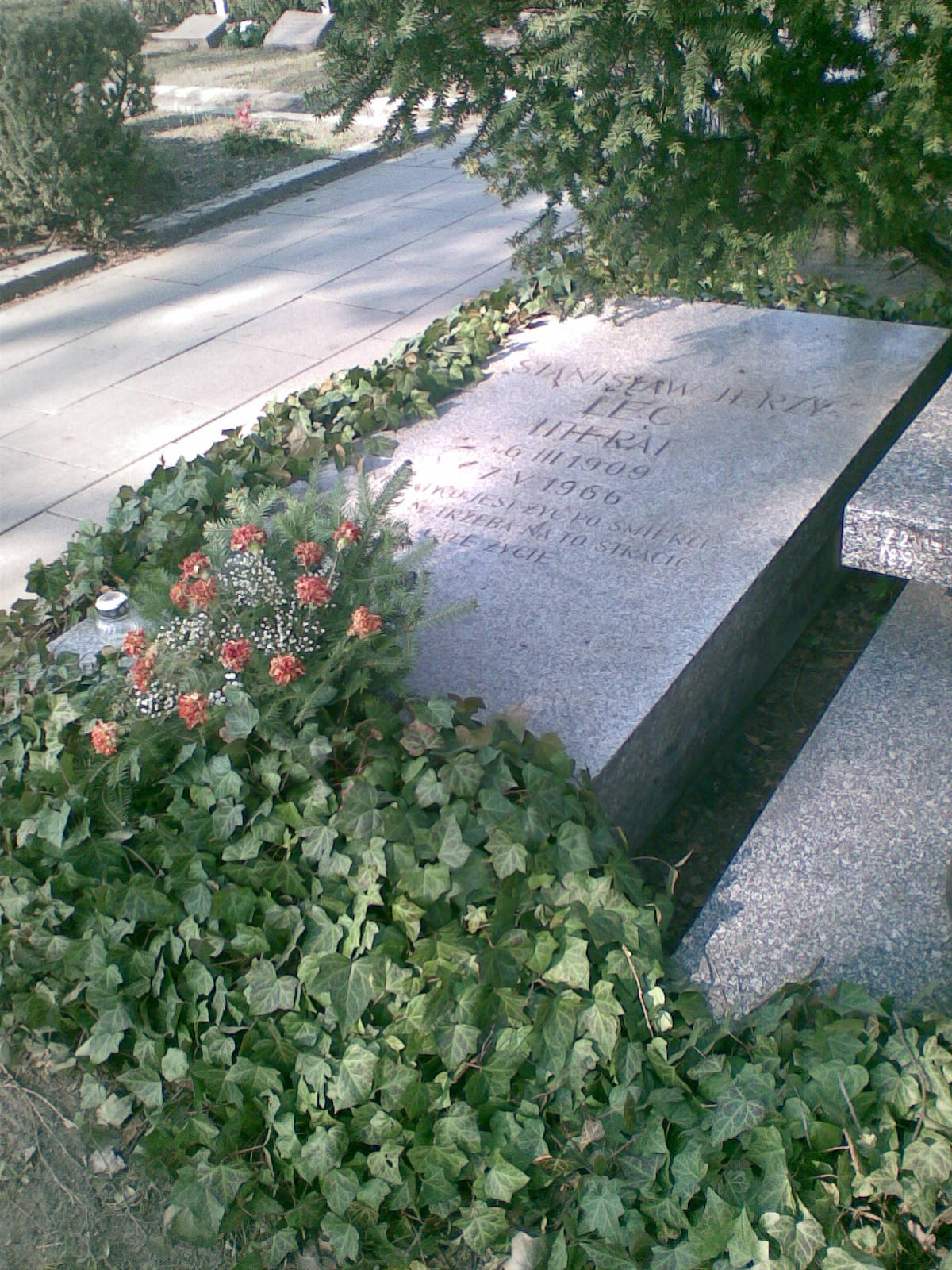
Tomba de Lec al Cementiri Militar de Powązki a Varsòvia (2009)

Després de la fugida, va participar en una guerra partisana dins de les formacions comunistes de la resistència polonesa (la Gwardia Ludowa i l'Armia Ludowa),i finalment va servir en unitats regulars de l'Exèrcit Popular Polonès fins al final de la guerra, la qual acabà amb el rang de major. Per la seva participació en la guerra, rebria posteriorment la Creu de Cavaller de l'Orde Polònia Restituta. També va editar el butlletí clandestí de la resistència comunista Zołnierz w Boju ("Soldat en combat") i la revista comunista Wolny Lud ("Nació lliure").
El servei de guerra de Lec li va permetre obtenir un càrrec diplomàtic com a agregat cultural a Viena. Es va desil·lusionar amb el govern comunista i va marxar a Israel el 1950.amb la seva dona, fill i filla. Dels dos anys passats allà en va sorgir "El manuscrit de Jerusalem" (Rękopis Jerozolimski), dominat pel motiu de la seva aguda enyorança.
Lec no va poder adaptar-se a la vida a Israel i va tornar a Polònia amb el seu fill després de dos anys allà.La seva filla i la seva dona van romandre a Israel.Durant diversos anys (fins al 1956) es dona una prohibició no oficial de publicació de les seves pròpies obres (com va ser el cas, per exemple, de Mikhaïl Zósxenko i Anna Akhmàtova a la Unió Soviètica). L'única forma remunerada del treball literari és per a ell la traducció,i s'hi dedica íntegrament traduint poesia de Goethe, Heine, Brecht, Tucholsky i autors moderns d'Alemanya, Rússia, Belarús i Ucraïna.
Després d'una llarga i incurable malaltia, Stanisław Jerzy Lec va morir el 7 de maig de 1966 a Varsòvia. Fou enterrat al Cementeri Militar de Powązki. A la seva làpida es troba gravat un dels seus aforismes: no és fàcil viure després de la mort. De vegades has de perdre tota la teva vida.

## Creativitat
Les primeres obres de Lec van ser principalment poesia lírica. En anys posteriors, es va fer conegut pels seus aforismes i epigrames.Fou influenciat per tradicions culturals religioses (jueves i cristianes) i europees.En les seves obres sovint modernitza els missatges antics, tot preservant la seva universalitat.Els seus poemes més notables, com ara Notatnik polowy ("Quadern de camp"; 1946), Rękopis Jerozolimski ("El manuscrit de Jerusalem"; 1950–1952, reeditat el 1956 i 1957), i Do Kaina i Abla ("A Caín i Abel"; 1961) tenien com a tema l'exploració del món a través de la ironia, la malenconia i la nostàlgia.Les seves darreres obres, usualment molt curtes (aforismes), través de tècniques com jocs de paraules, paradoxes, ximpleries, humor abstracte i didactisme, transmeten pensaments filosòfics a través de frases i oracions úniques.Les col·leccions d'aforismes i epigrames de Lec inclouen Z tysiąca jednej fraszki ("De mil i una ximpleries"; 1959), Fraszkobranie("Recull de ximpleries"; 1967); i Myśli nieuczesane ("Pensaments despentinats"; 1957, al qual li seguí Myśli nieuczesane nowe ("Nous pensaments despentinats", 1964).
La seva obra ha estat traduïda a diverses llengües, incloent anglès, alemany, eslovac, holandès, italià, serbi, croat, suec, txec, finlandès, búlgar, rus, castellà i català.

## Família
Lec es va casar dues vegades, primer amb Elżbieta Rusiewicz, amb qui va tenir un fill, Jan (1949) i una filla, Małgorzata (1950), i després amb Krystyna Świętońska, amb qui va tenir un fill, Tomasz.

## Principals obres
- Barwy, poemes (1933)
- Spacer cynika, sàtira i epigrames (1946)
- Notatnik polowy, poemes (1946)
- Życie jest fraszką, sàtira i epigrames (1948)
- Nowe wiersze (1950)
- Rękopis jerozolimski (1956)
- Pensaments despentinats (Myśli nieuczesane) (1957)
- Z tysiąca i jednej fraszki (1959)
- Kpię i pytam o drogę (1959)
- Do Abla i Kaina (1961)
- List gonczy (1963)
- Nous pensaments despentinats (Myśli nieuczesane nowe) (1964)
- Poema gotowe do skoku (1964)
- Fraszkobranie (1966)

## Aforismes (selecció)
- Jesteśmy wszyscy równi przed obliczem prawa ale nie przed obliczem tych co mają je wcielać w życie / Tots som iguals davant la llei, però no pas davant els encarregats d'aplicar-la.[22]
- Wszystko jest w rękach człowieka. Dlatego należy je często myć / Tot està en mans de l'home. Per tant, s'ha de rentar sovint.[23]
- Żyć jest bardzo niezdrowo. Kto żyje, ten umiera / Viure és molt poc saludable. Qui viu, mor.[24]
- Wiem, skąd legenda o bogactwie żydowskim. Żydzi płacą za wszystko / Sé d'on prové la llegenda de la riquesa jueva. Els jueus paguen per tot.[25]
- Gdyby kunszt konwersacji stał u nas wyżej, niższy byłby przyrost naturalny / Si l'art de la conversa fos més elevat, la taxa de natalitat seria més baixa.[26]
- Nic nie mija bez echa, nawet cisza / Res no passa desapercebut. Fins i tot ei silenci.[27]
- Niedobrze wierzyć w człowieka, lepiej być go pewnym / No és bo creure en un home, és millor estar segur d'ell.[28]
- Optymizm i pesymizm różnią się jedynie w dacie końca świata / L'optimisme i el pessimisme es diferencien només en la data de la fi del món.[29]

## Traduccions al català
- Pensaments despentinats ("Mysli nieuczesane"). Traducció de Guillem Calaforra i Ewa Lukaszyk. València. Edicions Brosquil, 2002. ISBN 9788495620804